# Esel von Wesel

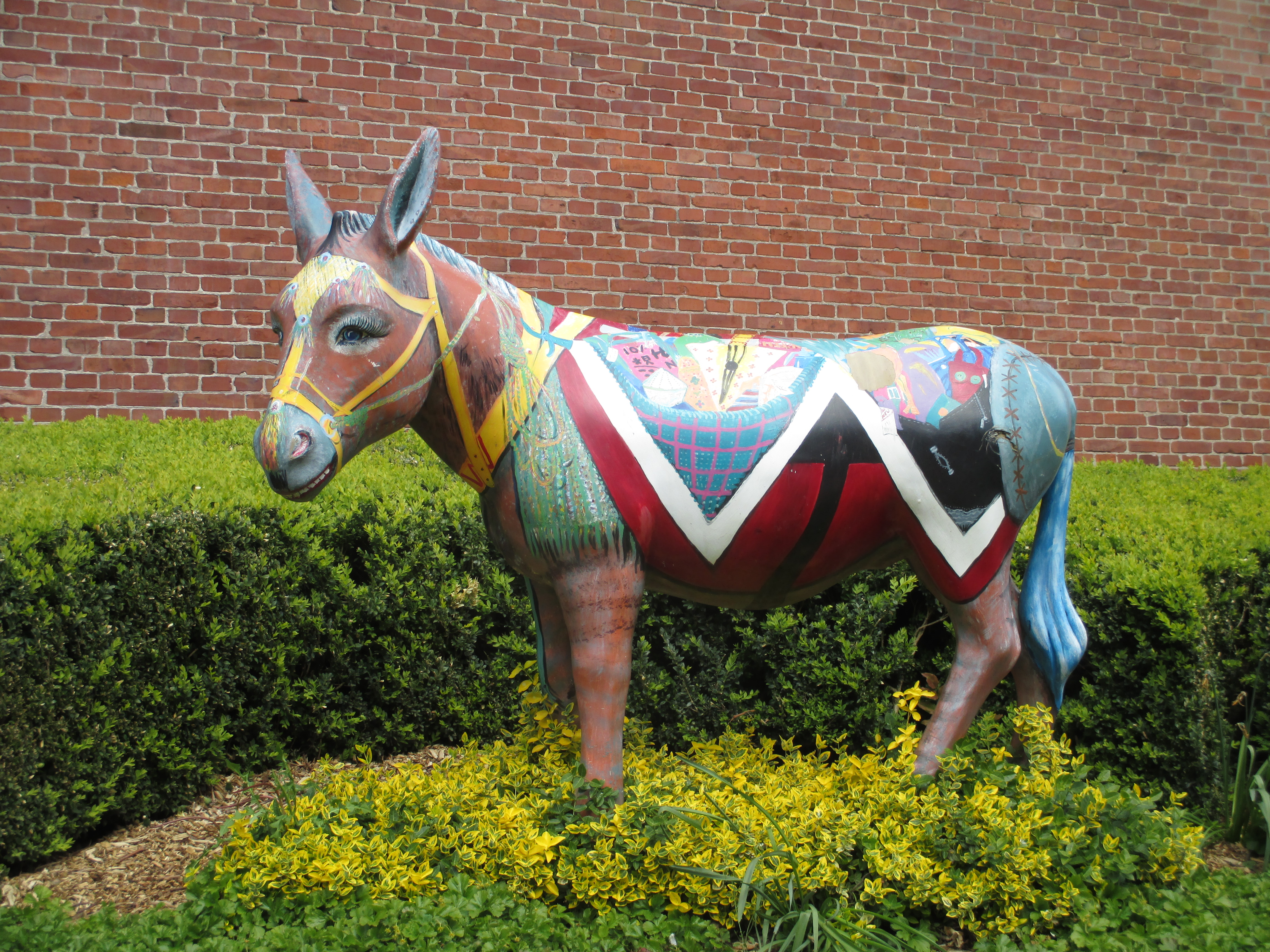
Eine der Eselskulpturen, seitlich am Berliner Tor in Wesel

Der Esel von Wesel ist das Symboltier der Stadt Wesel mit vielfacher Verwendung in der lokalen Kunst und Kultur. Dazu zählen zahlreiche lebensgroße bemalte Eselfiguren in der Stadt, der jährlich in Wesel verliehene Eselorden und das EselRock-Festival.

## Geschichtlicher Hintergrund

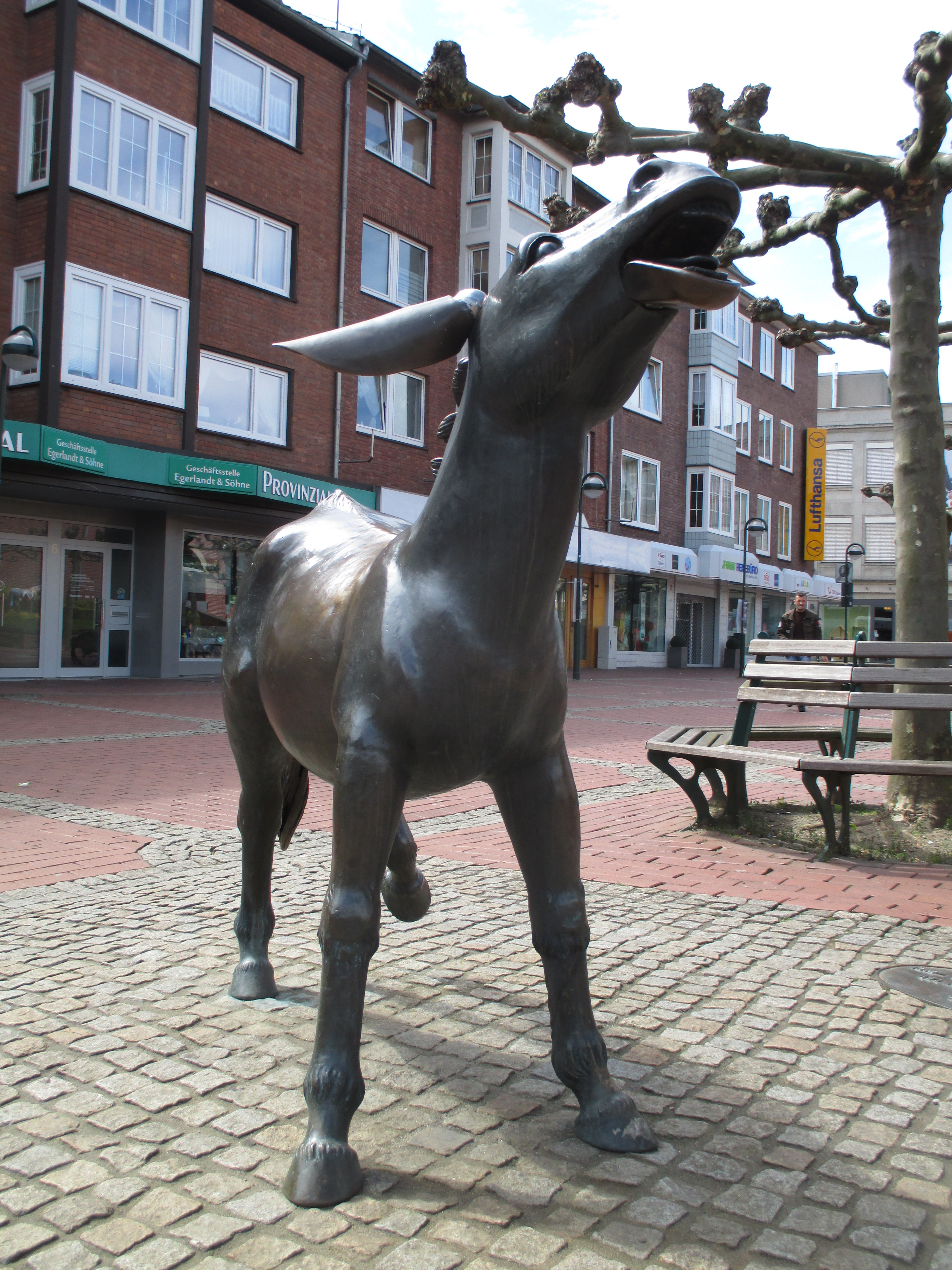
Bronze-Esel von Stirnberg

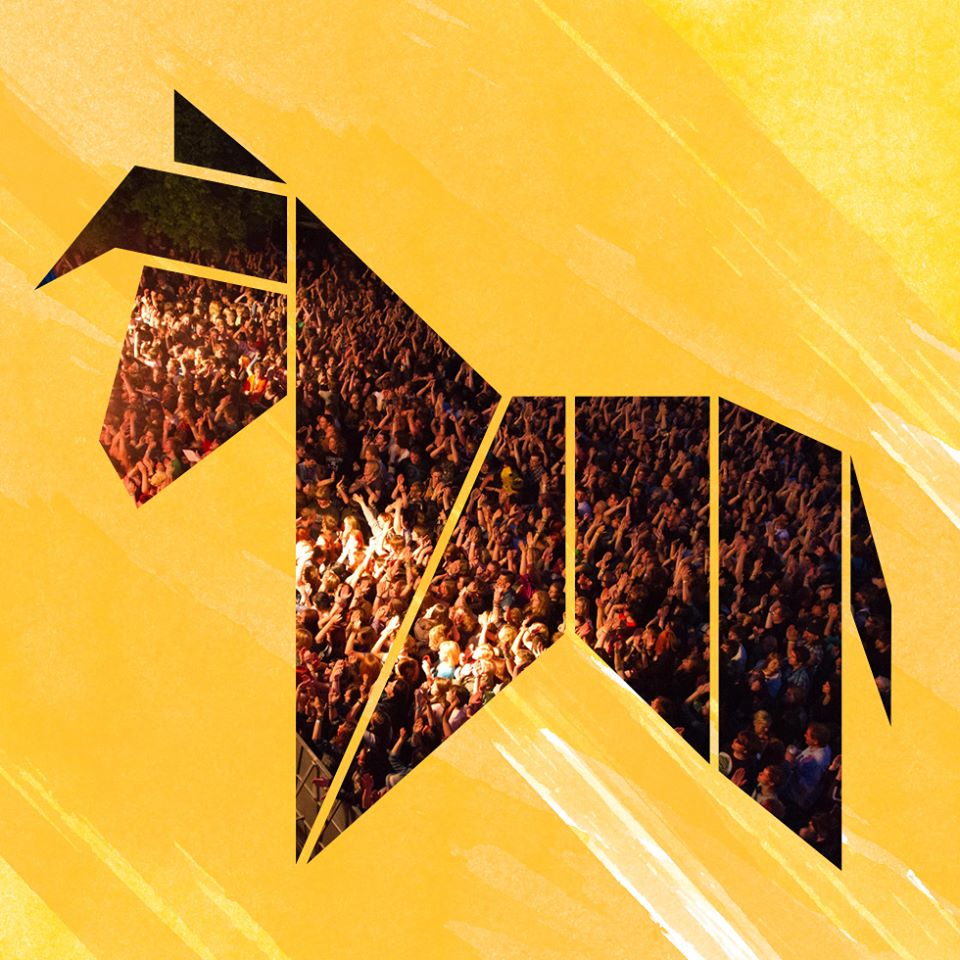
Logo des EselRock-Festivals

Der Esel als Symboltier der Stadt Wesel geht auf den Endsilbenreim zwischen dem Wort Esel und dem Stadtnamen zurück. Der Volksliedforscher Anton Wilhelm von Zuccalmaglio dokumentierte im 19. Jahrhundert den Schmähruf „Wie heißt der Bürgermeister von Wesel? Esel.“ Dies gilt als einer der ersten Nachweise, wie lange der bis heute geläufige Spruch bekannt ist. Laut einem Reisebericht aus dem Jahr 1819 wurde der Spruch ursprünglich als Echoruf auf Rheinschifffahrten gebraucht und bezog sich damals nicht auf das niederrheinische Wesel, sondern auf die im Mittelrheintal gelegene Stadt Oberwesel. Inzwischen wird er jedoch überwiegend mit der Stadt Wesel in Verbindung gebracht.
Der Spruch war auch in überregionalen Medien mehrmals zu hören. 1992 kam er als Echoruf in der ZDF-Serie Weißblaue Geschichten vor, ebenso im Film Der Schuh des Manitu von 2001. Im niederländischen Sprachraum ist der Spruch ebenfalls verbreitet („Wie is de burgemeester van Wezel? Ezel.“), wobei das niederländische Wort ezel genauso wie das deutsche Wort Esel ausgesprochen wird.
Das Wappentier der Stadt Wesel ist das Wiesel, für das es ebenfalls eine Ähnlichkeit mit dem Stadtnamen gibt. Auf dem Stadtwappen sind drei silberne Wiesel dargestellt.

## Verwendung als Symboltier

### Kunstwerke
Im September 1994 wurde auf dem Berliner-Tor-Platz ein von dem Künstler Bonifatius Stirnberg geschaffener Bronze-Esel aufgestellt. 2006 begann das Stadtmarketing eine Initiative zur Fertigung von Kunststoffeseln für den öffentlichen Raum. Am 1. April 2007 wurden 111 bemalte Exemplare im gesamten Stadtgebiet und vereinzelt auch über Wesel hinaus aufgestellt. Die teils im privaten und teils im öffentlichen Raum aufgestellten Esel kosteten als Rohlinge 480 Euro und sind jeweils 1,50 Meter hoch. Die Aktion wurde dauerhaft fortgeführt. Bis 2016 wurden rund 300 lebensgroße Eselfiguren angefertigt. Über die Kunstwerke im öffentlichen Raum hinaus wird der Esel auch für lokale Merchandising-Produkte verwendet. Dazu zählen Kunststoffrohlinge in deutlich kleinerer Größe.

### Kulturveranstaltungen
Seit 1972 verleiht der Dachverband der Weseler Karnevalsvereine, der Carnevals-Ausschuss Wesel, jährlich den sogenannten Eselorden. Er soll Personen mit Mut zu einer „nicht alltäglichen Entscheidung“ oder mit besonderen Verdiensten um die Stadt Wesel auszeichnen. Zu den Preisträgern zählt eine Reihe bekannter Persönlichkeiten, beispielsweise Dieter Nuhr, Jan Hofer und Guildo Horn.
Seit 2008 wird jährlich im Frühling das Musikfestival EselRock im Weseler Heubergpark veranstaltet. Das Festival zählt jeweils über 10.000 Besucher.